# 英麗魚
英麗魚，又稱庄严丽体鱼，為輻鰭魚綱鱸形目隆頭魚亞目慈鯛科的其中一種。

## 分布
本魚分布南美洲哥倫比亞及委內瑞拉的奧里諾科河流域和巴西亞馬遜河流域。

## 特徵
本魚體呈灰褐色，幼魚時期身上有許多黑色直條紋，至成魚時則保留尾柄上一道條紋。體長可達20公分。

## 生態
本魚棲息在河流和湖泊中，性情溫和，肉食性，以昆蟲、甲殼類、蠕蟲等為食。

## 經濟利用
做為觀賞用魚類。